# Ясима (Такамацу)
Ясима (яп. 屋島地区) — административный район города Такамацу, Япония (префектура Кагава). Также, Ясима — название расположенной здесь горы. В буквальном переводе оно означает «крыша-остров», поскольку вершина горы имеет вид плоского плато. Высота горы — 293 метра.

## Гора Ясима
В японской истории гора Ясима известна, как место, в окрестностях которого в 1185 году произошла одна из важных битв войны кланов Тайра и Минамото. Сейчас гора Ясима — популярное место для отдыха и туризма. На вершине горы оборудованы площадки, с которых открывается вид на Внутреннее Японское море. На горе расположен буддистский храм Ясима-дзи, при котором также действует музей. Храм входит в маршрут паломничества по 88 храмам Сикоку. Неподалеку от храма находится аквариум. У подножия горы расположен музей под открытым небом Сикоку-мура, посвященный традиционной архитектуре и быту острова Сикоку.
На горе воссозданы фрагменты древней крепости типа «ясиманоки» (яп. 屋島の城), относящейся к эпохам асука и нара.

### Галерея

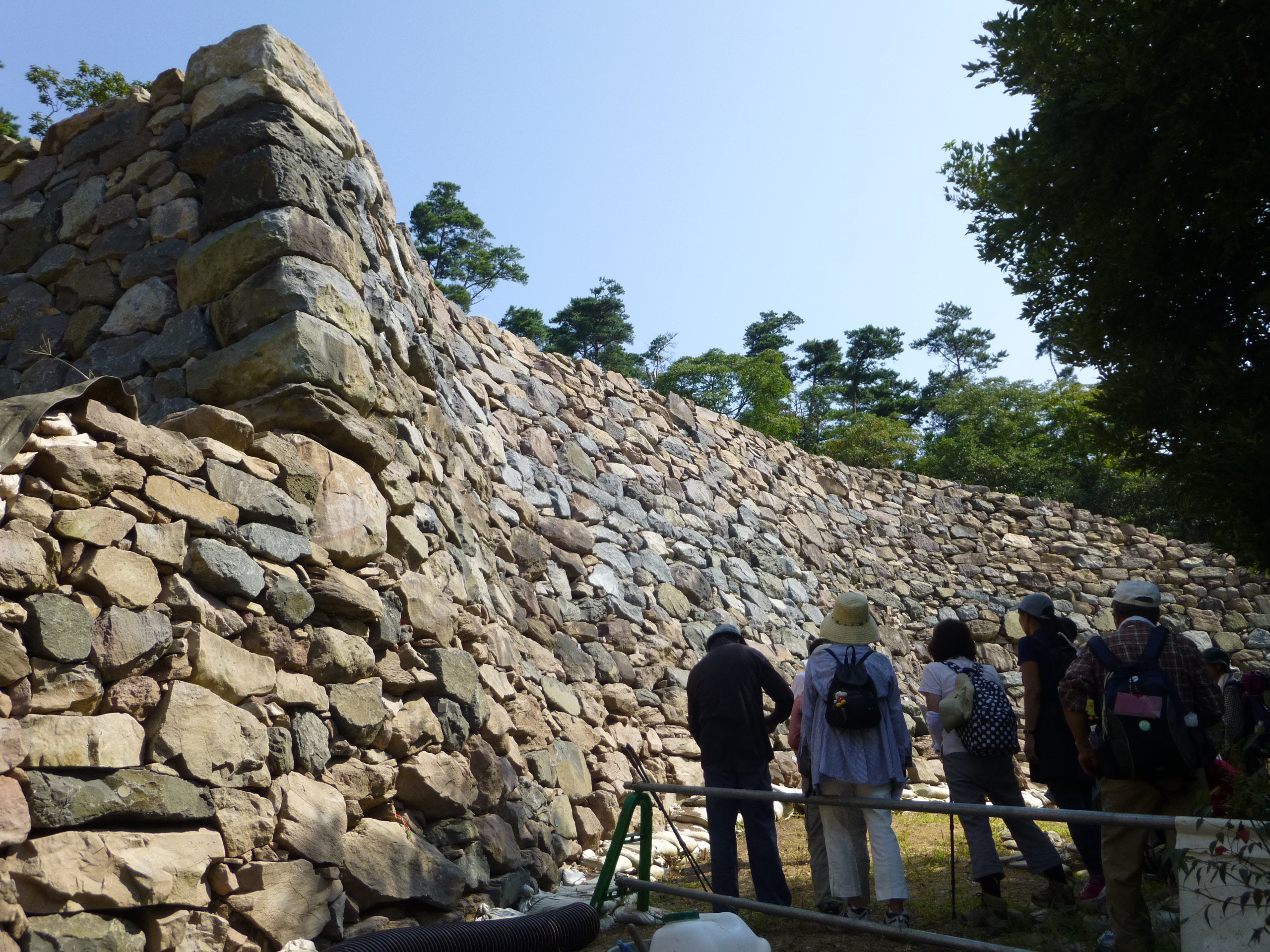
Фрагменты фортификационных сооружений
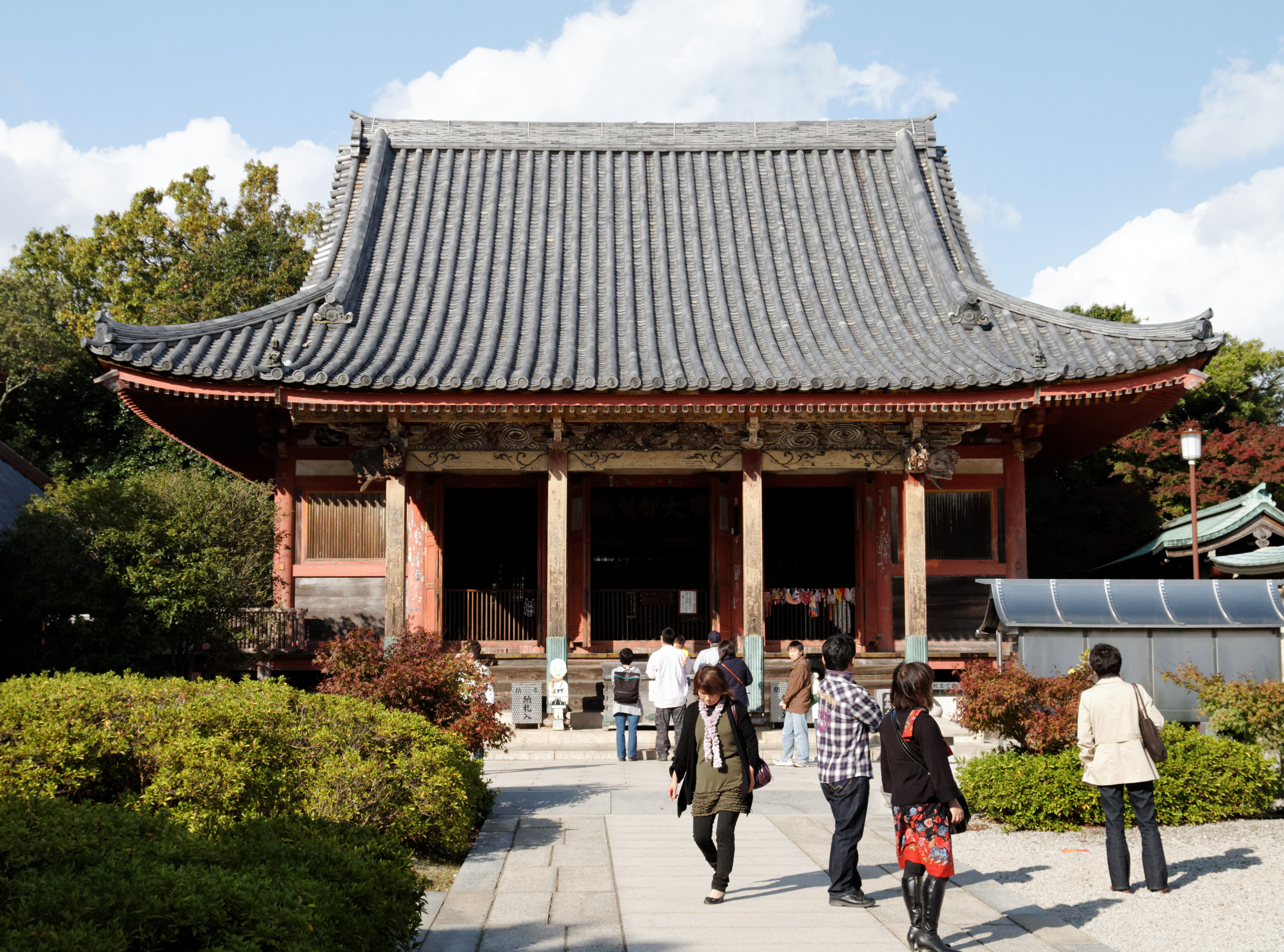
Храм Ясима-дзи
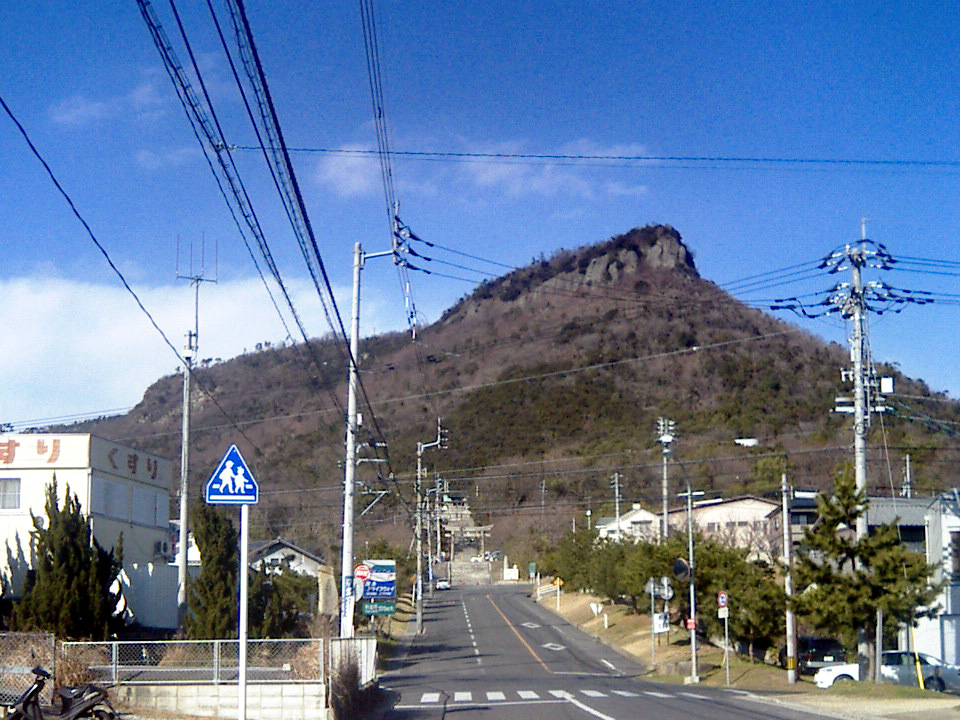
Вид на гору Ясима

## Транспорт
В районе расположено две железнодорожные станции, принадлежащая JR Shikoku станция Ясима, и станция Ясима-Котодэн, принадлежащая частной железнодорожной компании Котодэн.